# Штурм (Грац)
«Штурм» (нім. Sportklub Puntigamer Sturm Graz) — австрійський футбольний клуб з міста Грац, Штирія. Виступає в Бундеслізі Австрії, вищому дивізіоні чемпіонату Австрії. Заснований 1909 року, клубні кольори — чорний та білий.
За свою історію «Штурм» (Грац) п'ять разів вигравав чемпіонат Австрії з футболу — у 1998, 1999, 2011, 2024 та 2025 роках, а також декілька разів брав участь у Лізі чемпіонів УЄФА та Лізі Європи УЄФА. Найбільшим суперником є «Грацер», з яким «Штурм» ділить свій стадіон «Меркур Арена».

## Історія

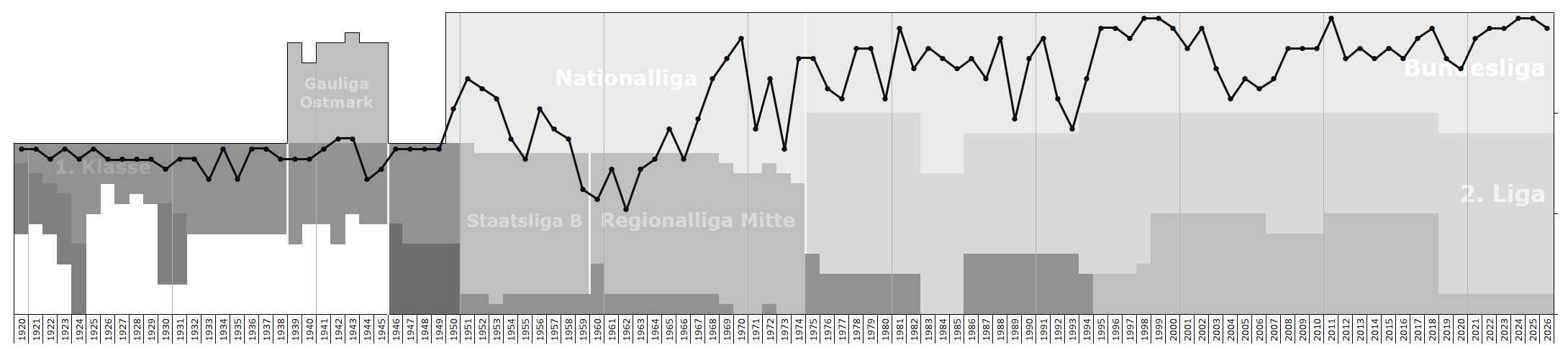
Графік виступів у чемпіонаті «Штурму» (Грац)

### Заснування
Штурм (Грац) заснована в 1909 році як робоча команда, на відміну від сусідів «Грацера», заснованого у 1902 році. У період з 1921 по 1949 роки команда досягла значних успіхів, 11 разів виграла регіональний чемпіонат Штирії.
Аншлюс 1938 року зробив Австрію частиною німецького Третього рейху, австрійські клуби стали частиною німецьких футбольних змагань. «Штурм» грав у першому раунді Тчамерпокалі 1940 року, попередника сучасного Кубку Німеччини. У 1941 році отримав право грати в Гаулізі Остмарк, одній з вищих регіональних ліг Німеччини. У сезоні 1941/42 років команда знялася зі змагань, а за підсумками наступного сезону посіла 11-те місце та вилетіла до нижчого дивізіону.
У 1949 році «Штурм» увійшов до австрійської національного чемпіонату як перша команда, яка не базується у Відні.

### 1981: Перший успіх
Перший великий успіх прийшов під керівництвом менеджера Отто Барича, коли клуб посів друге місце в лізі в сезоні 1980/81 років. У сезоні 1983/84 років клуб пробився до чвертьфіналу Кубку УЄФА, в якому австрійці поступилися в чвертьфіналі за підсумками серії післяматчевому пенальті «Ноттінгем Форест».

### 1992: Початок нової епохи
У грудні 1992 року Ганнес Картніг призначений президентом, призначивши новим менеджером свого близького друга Гайнца Шільхера. На той час «Штурм» потопав у величезних боргах. «Штурм» пройшов кваліфікацію до новоствореної Ценерліги, Картніг та Шілхер вирішили, що найкращим способом дій було б утриматися від підписання відомих гравців, вибравши замість цього новий виктор, використовуючи юних талантів з молодіжної команди клубу. У 1993 році став тренером Мілан Джуричич.

### 1994 – 2002: Осим і європейський футбол
У 1994 році боснійець Івиця Осим взяв під контроль досі невдалий «Штурм»; це стало вирішальним поворотним моментом в історії клубу. Осіму вдалося створити ефективну та потужну команду, використовуючи молодих та недосвідчених гравців, які були в його розпорядженні, підсилені кількома досвідченими провідними гравцями. Перший успіх команди прийшов у 1995 році, коли команда посіла друге місце в лізі. Через рік вони виграли свій перший титул, обігравши «Адміру Вакер» у фіналі кубку, але похитнувшись у лізі, знову посів друге місце.
У 1998 році «Штурм» виграв свій перший чемпіоном титул австрійської Бундесліги, виграв титул за сім матчів до завершення сезону. «Штурм» встановив два рекорди протягом цього сезону; протягом перших 12 матчів сезону команда не програвала, а потім ще в 19 матчах протягом сезону. Ха підсумками сезону вони набрали 81 очко, що є рекордом Австрії, вигравши титул, випередивши «Рапід» (Відень) на 19 очок. У вище вказаному сезоні також розвивався «магічний трикутник» Маріо Гааса, Ганнеса Райнмайра та Івіцу Вастича.
У 1999 році «Штурм» захистив чемпіонський титул та оформив золотий хет-трик (ліга, кубок і суперкубок), а також виступив у кваліфікації до Ліги чемпіонів УЄФА. У вище вказаному турнірі, однак, єдиним успіхом команди виявилася нульна нічия з московським «Спартаком». У сезоні 1999/00 років «Штурм» вдруге потрапив у Лігу чемпіонів, зайнявши третє місце у своїй групі. ФК «Тіроль» вирвав вирвав чемпіонський титул з рук «Штурма», але другого місця, було достатньо для третьої участі в Лізі чемпіонів, наступного сезону.
Сенсаційно «Штурм» виграв групу D Ліги чемпіонів (проти «Галатасарая», «Рейнджерс» та «Монако»), вперше вийшовши до другого раунду. Виступи в національному чемпіонаті були не такими успішними – четверте місце, найгірше під керівництвом Осима.
Після вдадих виступів у Лізі чемпіонів декілька ключових гравців із 12-ти, залишил команду, але не були належним чином замінені. Що ще гірше, ця поспішна перебудова команди забрала майже весь прибуток, отриманий від єврокубків. Лише невелика частина грошей була вкладена в розвиток молоді для створення академії. Незважаючи на це, щойно зібрана команда знову фінішувала на другому місці в чемпіонаті, але провалилася на бар'єрі кваліфікації до Ліги чемпіонів. Це, разом із зростаючою критикою з боку президента клубу, прискорило відхід Осима після восьми років перебування на тренерському містку.

### 2002 – 2009: Консолідація

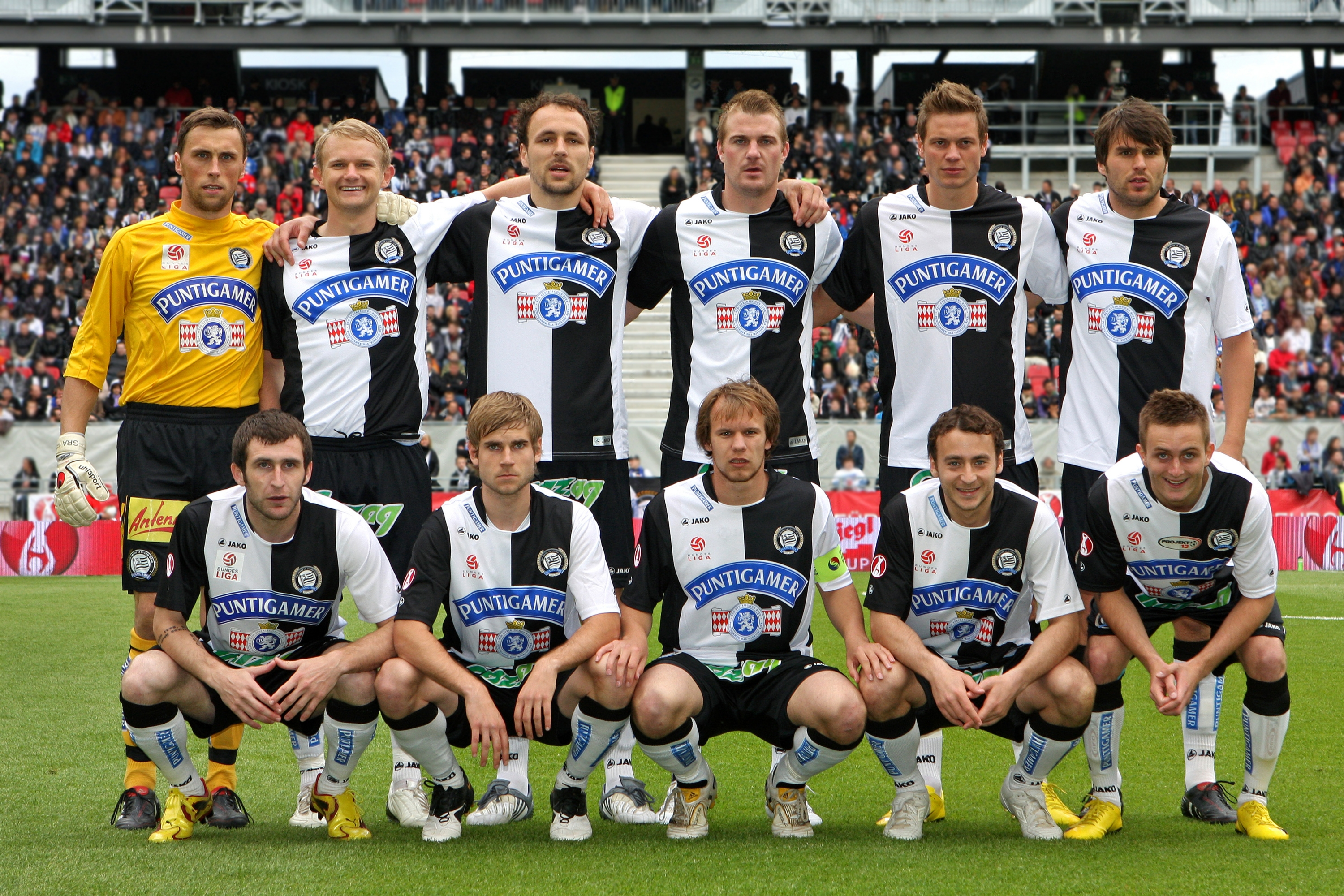
«Штурм», володар кубка Австрії 2010

Франко Фода та Жильбер Гресс (сім поразок у дев’яти матчах) перебували на тренерському містку, не досягли особливих успіхів, перш ніж колишній прибиральник Михайло Петрович став головним тренером восени 2003 року. Він керував поступовим допуском молодих талантів, забезпечуючи команді місце у вищому дивізіоні як у 2004, так і в 2005 році, в яких «Штурм» посідав 7-ме місце.
З 2005 року грацький клуб стикається з фінансовими проблемами, і 1 вересня 2006 року податкові органи подали заяву про банкрутство. Через фінансову ситуацію «Штурм» був змушений використовувати молодих гравців, яких незабаром продали, щоб перезавантажити клуб. Також у 2006 році тренер Михайло Петрович покинув клуб, його замінив Франко Фода.

### 2009 – наш час: нові звершення

Попередня емблема клубу

Зайнявши четверте місце в 2009 році, «чорні» пройшли кваліфікацію до групового етапу Ліги Європи УЄФА 2009/10. Їх суперниками стали «Галатасарай», «Панатінаїкос» і «Динамо» (Бухарест). У 2010 році «чорні» виграли Кубок Австрії проти «Вінер-Нойштадта» у Клагенфурті в присутності 25 000 власних уболівальників. Це була найбільша кількість уболівальників, яка коли-небудь їздили на виїзний матч до іншої землі.
У сезоні 2010/11 років «Штурм» виграв чемпіонат Австрії. Родзинкою сезону став відбірковий матч проти «Ювентуса» до Ліги Європи УЄФА.
У сезоні 2011/12 років «Штурм» грав у кваліфікаційних раундах Ліги чемпіонів УЄФА і зміг перемогти угорський клуб «Відеотон» та грузинський «Зестафоні». Однак, у плей-оф «Штурму» (Грац) програв борисовському БАТЕ, забезпечивши тим самим вихід до групового етапу Ліги Європи, де потрапили до групи з «Андерлехтом», московським «Локомотивом» та афінським АЕКом. Наприкінці сезону «Штурм» зайняв п’яте місце в Бундеслізі, а головний тренер Франко Фода, після шести років роботи в клубі, звільнений з займаної посади. Його замінив Петер Гібалла, під керівництвом німецького фахівця «Штурм» заграв потужно протягом осінніх місяців, але невдала гра навесні призвела до звільнення Гібалли до завершення сезону. На щастя, «Штурму» вдалося посісти четверте місце в підсумковій таблиці чемпіонату, хоча й з найменшою кількістю набраних очок, яку коли-небудь набирала команди з четвертого місця. Це забезпечило кваліфікацію Ліги Європи на наступний рік. Дарко Миланич, який виграв декілька титулів у складі «Марибора» у Словенії, очолив клуб у сезоні 2013/14 років.
У 2024 та 2025 роках команда з Граца виграє австрійську Бундеслігу.

## Досягнення
Бундесліга (Австрія):
- Чемпіон (5): 1998, 1999, 2011, 2024, 2025
- Срібний призер (8): 1981, 1995, 1996, 2000, 2002, 2018, 2022, 2023

Кубок Австрії:
- Володар (7): 1996, 1997, 1999, 2010, 2018, 2023, 2024
- Фіналіст (4): 1948, 1975, 1998, 2002

Суперкубок Австрії
- Володар (3): 1996, 1998, 1999

Кубок Інтертото
- Володар (1): 2008

Кубок УЄФА
- Чвертьфіналіст (1): 1983/84

## Стадіон

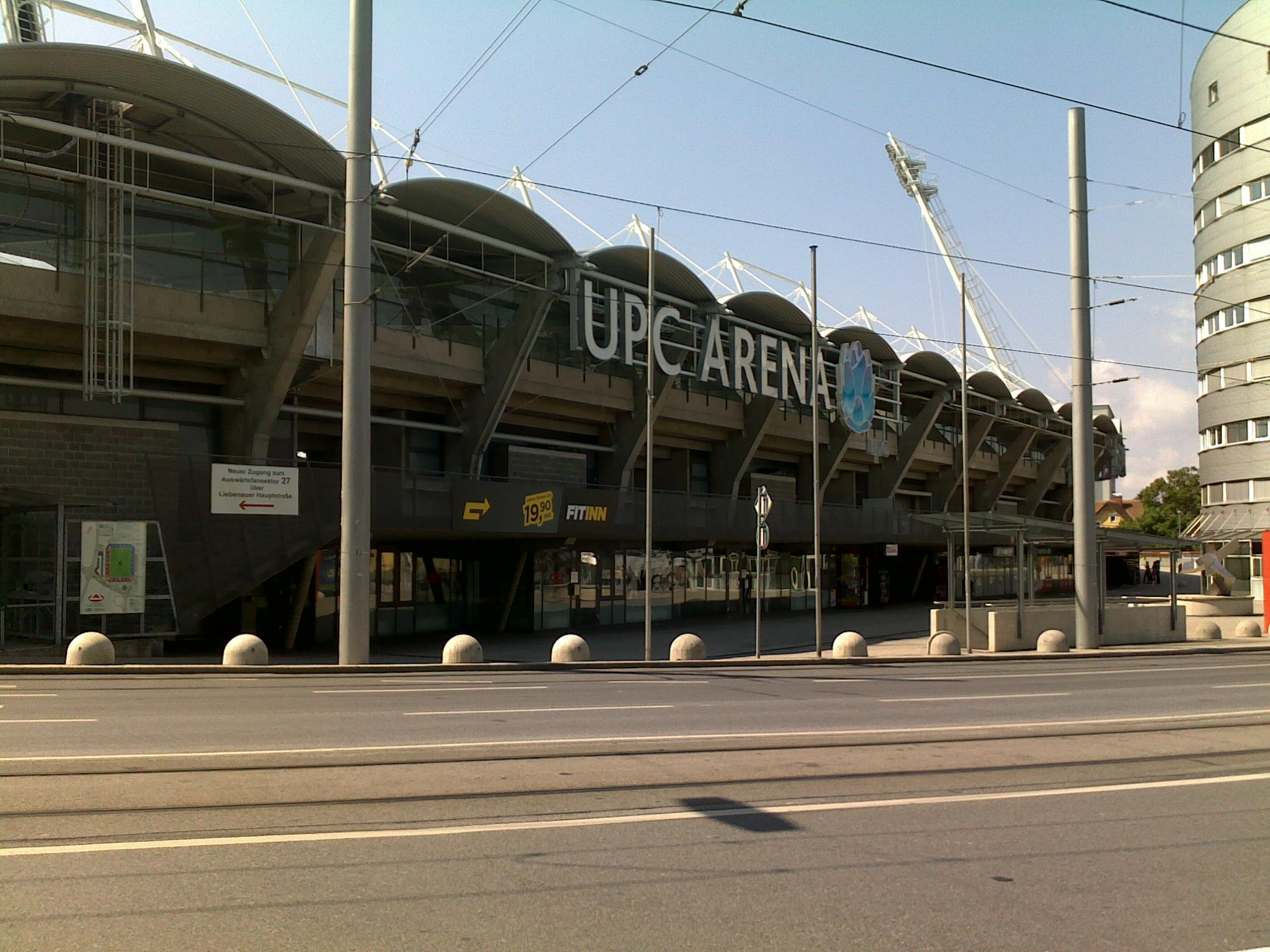
Меркур Арена

Традиційно домашнім стадіоном клубу протягом багатьох років залишався «Груабн», який вміщував понад 12 000 чоловік – майже виключно стоячи – і який характеризувався вузьким ігровим полем та близькістю вболівальників до гравців. З 1997 по 2005 рік «Груабн» використовувався лише як тренувальна база, а також для матчів юнацьких, молодіжних та аматорських команд. У 2005 році стадіон проданий місту Грац, щоб полегшити фінансове навантаження клубу. У 1997 році клуб переїхав на стадіон Арнольда Шварценеггера, який спільно використовували «Штурм» та його земляки-суперники, «Грацер». З лютого 2006 року стадіон називався UPC-Arena. У липні 2016 року Merkur Insurance виграла спонсорські права на стадіон. Зараз стадіон називається «Меркур Арена».

## Вболівальники та Дербі Грацу
Дослідження, опубліковане у 2008 році німецьким інститутом ринкових досліджень Sport + Markt, показало, що у Штурма близько 360 000 уболівальників по всій Австрії, що є лише другим за кількістю вболівальників покзником, після «Рапіда» (Відень). В Європі, за оцінками, налічується 410 000 уболівальників клубу, що ставить їх на 117-е місце в рейтингу найпідтримуваніших клубів.
Існує декілька організованих фан-груп – найбільші та найвідоміші – Jewels Sturm і Brigata Graz, обидві засновані в 1994 році, і Grazer Sturmflut, заснована двома роками пізніше, в 1996 році.
Вболівальники «Штурму» мають дуже міцну дружбу з фанатами клубу німецької Другої Бундесліги «Карлсруе». Вони також підтримують зв'язок з фанатами «Вердера» та вболівальниками з «Пізи» та Каррари в італійському чемпіонаті. Зовсім недавно вони також мали контакти з групою ультрас «Марибора».
«Штурм» має принципове суперництво суперниками-земляками «Грацера», з яким вони змагаються в Дербі Грацу. У 1974 році була велика опозиція обох груп уболівальників проти запропонованого злиття у ФК «Грац». З 1920 року, за винятком товариських матчів (особливо перед першим офіційним кубком Штирії в 1920 році), між ними було зіграно 197 матчів, з яких було 185 поєдинків у чемпіонаті (130 — на професіональному рівні та 55 на аматорському рівні в Штирійська ліга); окрім цього п'ять матчів у Кубку Австрії; один матч у Суперкубку Австрії; два поєдинки в Тчаммерпокалі та чотири матчі  в Кубку Штирії. Перше дербі відбулося в 1911 році, останнє – 17 травня 2007 року. Наразі «Штурм» виграв більше матчів дербі, ніж «Грацер».
Існує й інше суперництво, з двома віденськими клубами («Аустрія» (Відень) та «Рапід» (Відень)), через історію змагань за трофеї між цими трьома клубами, і, як і більшість ультрас, уболівальники дуже не люблять «Ред Булл» (Зальцбург), незадоволені придбанням «Аустрії» (Зальцбург) австрійській компанії з виробництва енергетичних напоїв Red Bull.

## Статистика виступів у єврокубків
- Кв= Кваліфікація
- П= Попередній
- ПО = Плей-оф

| Сезон   | Змагання                    | Раунд             | Країна               | Клуб                            | Вдома         | На виїзді     |
| ------- | --------------------------- | ----------------- | -------------------- | ------------------------------- | ------------- | ------------- |
| 1970–71 | Кубок УЄФА                  | 1                 | Фінляндія            | «Ільвес»                        | 3–0           | 2–4           |
| 1970–71 | Кубок УЄФА                  | 2                 | Англія               | «Арсенал»                       | 1–0           | 0–2           |
| 1974–75 | Кубок УЄФА                  | 1                 | Бельгія              | «Антверпен»                     | 2–1           | 0–1           |
| 1975–76 | Кубок володарів кубків УЄФА | 1                 | Болгарія             | «Славія» (Софія)                | 3–1           | 0–1           |
| 1975–76 | Кубок володарів кубків УЄФА | 2                 | Угорщина             | «Голодаш»                       | 2–0           | 1–1           |
| 1975–76 | Кубок володарів кубків УЄФА | ЧФ                | Німеччина            | «Айнтрахт» (Франкфурт-на-Майні) | 0–2           | 0–1           |
| 1978–79 | Кубок УЄФА                  | 1Р                | Німеччина            | «Боруссія» (Менхенгладбах)      | 1–2           | 1–5           |
| 1981–82 | Кубок УЄФА                  | 1                 | СРСР                 | ЦСКА (Москва)                   | 1–0           | 1–2           |
| 1981–82 | Кубок УЄФА                  | 2                 | Швеція               | «Гетеборг»                      | 2–2           | 2–3           |
| 1983–84 | Кубок УЄФА                  | 1                 | Румунія              | «Спортул Студенцеск»            | 0–0           | 2–1           |
| 1983–84 | Кубок УЄФА                  | 2                 | Італія               | «Геллас Верона»                 | 0–0           | 2–2           |
| 1983–84 | Кубок УЄФА                  | 3                 | НДР                  | «Локомотив» (Лейпциг)           | 2–0           | 0–1           |
| 1983–84 | Кубок УЄФА                  | ЧФ                | Англія               | «Ноттінгем Форест»              | 1–1 (д.ч.)    | 0–1           |
| 1988–89 | Кубок УЄФА                  | 1                 | Швейцарія            | «Серветт»                       | 0–0           | 0–1           |
| 1991–92 | Кубок УЄФА                  | 1                 | Нідерланди           | «Утрехт»                        | 0–1           | 1–3           |
| 1995–96 | Кубок УЄФА                  | Кв                | Чехія                | «Славія» (Прага)                | 0–1           | 1–1           |
| 1996–97 | Кубок володарів кубків      | 1                 | Чехія                | «Спарта» (Прага)                | 2–2           | 1–1           |
| 1997–98 | Кубок володарів кубків      | 1                 | Кіпр                 | АПОЕЛ                           | 3–0           | 1–0           |
| 1997–98 | Кубок володарів кубків      | 2                 | Греція               | АЕК (Афіни)                     | 1–0           | 0–2           |
| 1998–99 | Ліга чемпіонів УЄФА         | Кв2               | Угорщина             | «Уйпешт»                        | 4–0           | 3–2           |
| 1998–99 | Ліга чемпіонів УЄФА         | Група C – 4-те    | Росія                | «Спартак» (Москва)              | 0–2           | 0–0           |
| 1998–99 | Ліга чемпіонів УЄФА         | Група C – 4-те    | Італія               | «Інтернаціонале»                | 0–2           | 0–1           |
| 1998–99 | Ліга чемпіонів УЄФА         | Група C – 4-те    | Іспанія              | «Реал Мадрид»                   | 1–5           | 1–6           |
| 1999–00 | Ліга чемпіонів УЄФА         | Кв3               | Швейцарія            | «Серветт»                       | 2–1           | 2–2           |
| 1999–00 | Ліга чемпіонів УЄФА         | Група D – 3-тє, П | Франція              | «Марсель»                       | 3–2           | 0–2           |
| 1999–00 | Ліга чемпіонів УЄФА         | Група D – 3-тє, П | Англія               | «Манчестер Юнайтед»             | 0–3           | 1–2           |
| 1999–00 | Ліга чемпіонів УЄФА         | Група D – 3-тє, П | Хорватія             | «Кроация» (Загреб)              | 1–0           | 0–3           |
| 1999–00 | Кубок УЄФА                  | 3                 | Італія               | «Парма»                         | 3–3 (д.ч.)    | 1–2           |
| 2000–01 | Ліга чемпіонів УЄФА         | Кв2               | Ізраїль              | «Хапоель» (Тель-Авів)           | 3–0           | 2–1           |
| 2000–01 | Ліга чемпіонів УЄФА         | Кв3               | Нідерланди           | «Феєнорд»                       | 2–1           | 1–1           |
| 2000–01 | Ліга чемпіонів УЄФА         | Група D – 1-ше, П | Шотландія            | «Рейнджерс»                     | 2–0           | 0–5           |
| 2000–01 | Ліга чемпіонів УЄФА         | Група D – 1-ше, П | Туреччина            | «Галатасарай»                   | 3–0           | 2–2           |
| 2000–01 | Ліга чемпіонів УЄФА         | Група D – 1-ше, П | Франція              | «Монако»                        | 2–0           | 0–5           |
| 2000–01 | Ліга чемпіонів УЄФА         | Група A – 3-тє    | Іспанія              | «Валенсія»                      | 0–5           | 0–2           |
| 2000–01 | Ліга чемпіонів УЄФА         | Група A – 3-тє    | Англія               | «Манчестер Юнайтед»             | 0–2           | 0–3           |
| 2000–01 | Ліга чемпіонів УЄФА         | Група A – 3-тє    | Греція               | «Панатінаїкос»                  | 2–0           | 2–1           |
| 2001    | Кубок Інтертото             | 2                 | Швейцарія            | «Лозанна-Спорт»                 | 0–1           | 3–3           |
| 2002–03 | Ліга чемпіонів УЄФА         | Кв3               | Ізраїль              | «Маккабі» (Хайфа)               | 3–3           | 0–2           |
| 2002–03 | Кубок УЄФА                  | 1                 | Шотландія            | «Лівінгстон»                    | 5–2           | 3–4           |
| 2002–03 | Кубок УЄФА                  | 2                 | Болгарія             | «Левські» (Софія)               | 1–0           | 0–1 (пен 8–7) |
| 2002–03 | Кубок УЄФА                  | 3                 | Італія               | «Лаціо»                         | 1–3           | 1–0           |
| 2005    | Кубок Інтертото             | 1                 | Андорра              | «Ранжерс»                       | 5–0           | 1–1           |
| 2005    | Кубок Інтертото             | 2                 | Німеччина            | «Вольфсбург»                    | 1–3           | 2–2           |
| 2008    | Кубок Інтертото             | Р                 | Білорусь             | «Шахтар» (Солігорськ)           | 2–0           | 0–0           |
| 2008    | Кубок Інтертото             | 3                 | Угорщина             | «Будапешт Гонвед»               | 0–0           | 2–1           |
| 2008–09 | Кубок УЄФА                  | Кв2               | Швейцарія            | «Цюрих»                         | 1–1 (пен 2–4) | 1–1           |
| 2009–10 | Ліга Європи УЄФА            | Кв2               | Боснія і Герцеговина | «Широкі Брієг»                  | 2–1           | 1–1           |
| 2009–10 | Ліга Європи УЄФА            | Кв3               | Чорногорія           | «Петровац»                      | 5–0           | 2–1           |
| 2009–10 | Ліга Європи УЄФА            | Плей-оф           | Україна              | «Металіст» (Харків)             | 1–1           | 1–0           |
| 2009–10 | Ліга Європи УЄФА            | Група F – 4-те    | Румунія              | «Динамо» (Бухарест)             | 0–1           | 1–2           |
| 2009–10 | Ліга Європи УЄФА            | Група F – 4-те    | Туреччина            | «Галатасарай»                   | 1–0           | 1–1           |
| 2009–10 | Ліга Європи УЄФА            | Група F – 4-те    | Греція               | «Панатінаїкос»                  | 0–1           | 0–1           |
| 2010–11 | Ліга Європи УЄФА            | Кв3               | Грузія               | «Динамо» (Тбілісі)              | 2–0           | 1–1           |
| 2010–11 | Ліга Європи УЄФА            | Плей-оф           | Італія               | «Ювентус»                       | 1–2           | 0–1           |
| 2011–12 | Ліга чемпіонів УЄФА         | Кв2               | Угорщина             | «Відеотон»                      | 2–0           | 2–3           |
| 2011–12 | Ліга чемпіонів УЄФА         | Кв3               | Грузія               | «Зестафоні»                     | 1–0           | 1–1           |
| 2011–12 | Ліга чемпіонів УЄФА         | ПО                | Білорусь             | БАТЕ (Борисов)                  | 0–2           | 1–1           |
| 2011–12 | Ліга Європи УЄФА            | Група L – 4-те    | Росія                | «Локомотив» (Москва)            | 1–2           | 1–3           |
| 2011–12 | Ліга Європи УЄФА            | Група L – 4-те    | Греція               | АЕК (Афіни)                     | 1–3           | 2–1           |
| 2011–12 | Ліга Європи УЄФА            | Група L – 4-те    | Бельгія              | «Андерлехт»                     | 0–2           | 0–3           |
| 2013–14 | Ліга Європи УЄФА            | Кв2               | Ісландія             | «Брєйдаблік»                    | 0–1           | 0–0           |
| 2015–16 | Ліга Європи УЄФА            | Кв3               | Росія                | «Рубін» (Казань)                | 2–3           | 1–1           |
| 2017–18 | Ліга Європи УЄФА            | Кв2               | Чорногорія           | «Младост» (Подгориця)           | 0–1           | 3–0           |
| 2017–18 | Ліга Європи УЄФА            | Кв3               | Туреччина            | «Фенербахче»                    | 1–2           | 1–1           |
| 2018–19 | Ліга чемпіонів УЄФА         | Кв2               | Нідерланди           | «Аякс»                          | 1–3           | 0–2           |
| 2018–19 | Ліга Європи УЄФА            | Кв3               | Кіпр                 | АЕК (Ларнака)                   | 0–2           | 0–5           |
| 2019–20 | Ліга Європи УЄФА            | Кв2               | Норвегія             | «Гаугесун»                      | 2–1           | 0–2           |
| 2021–22 | Ліга Європи УЄФА            | Плей-оф           | Словенія             | «Мура»                          | 2–0           | 3–1           |
| 2021–22 | Ліга Європи УЄФА            | Група B           | Франція              | «Монако»                        | 1-1           | 1-0           |
| 2021–22 | Ліга Європи УЄФА            | Група B           | Нідерланди           | ПСВ                             | 1-4           | 2-0           |
| 2021–22 | Ліга Європи УЄФА            | Група B           | Іспанія              | «Реал Сосьєдад»                 | 0-1           | 1-1           |
| 2022–23 | Ліга чемпіонів УЄФА         | Кв3               | Україна              | «Динамо» (Київ)                 | 1-2           | 1-0           |

## Гравці

### Склад команди
Станом на 21 червня 2025
| №  | Поз. | Нац.       | Гравець                                               |
| -- | ---- | ---------- | ----------------------------------------------------- |
| 1  | ВР   | Нідерланди | Кьєлл Схерпен (в оренді з «Брайтон енд Гоув Альбіон») |
| 2  | ЗХ   | Шотландія  | Макс Джонстон                                         |
| 4  | ЗХ   | Словенія   | Йон Горенц Станкович                                  |
| 6  | ЗХ   | Австрія    | Александар Боркович                                   |
| 8  | ПЗ   | Малі       | Малік Ялькує (в оренді з «Брайтон енд Гоув Альбіон»)  |
| 9  | НП   | Франція    | Фаллі Маюлу (в оренді з «Бристоль Сіті»)              |
| 10 | ПЗ   | Грузія     | Отар Кітеішвілі                                       |
| 11 | НП   | ДР Конго   | Аксель Кайомбо                                        |
| 14 | ПЗ   | Хорватія   | Ловро Звонарек (в оренді з «Баварії»)                 |
| 15 | НП   | Данія      | Вільям Бевінг                                         |
| 17 | ЗХ   | Австрія    | Емір Карич                                            |
| 18 | ПЗ   | Англія     | Емран Согло                                           |
| 19 | ПЗ   | Словенія   | Томі Горват                                           |

| №  | Поз. | Нац.                 | Гравець          |
| -- | ---- | -------------------- | ---------------- |
| 20 | НП   | Норвегія             | Сеєдю Ятта       |
| 21 | ПЗ   | Данія                | Точі Чуквуані    |
| 23 | ЗХ   | Боснія і Герцеговина | Ар'ян Малич      |
| 24 | ЗХ   | Бельгія              | Дімітрі Лавалє   |
| 25 | ПЗ   | Австрія              | Штефан Гірлендер |
| 31 | ПЗ   | Угорщина             | Мартін Керн      |
| 35 | ЗХ   | Австрія              | Ніклас Гайргофер |
| 36 | НП   | Малі                 | Амаді Камара     |
| 38 | НП   | Австрія              | Леон Гргич       |
| 40 | ВР   | Австрія              | Маттео Бігнетті  |
| 47 | ЗХ   | Австрія              | Емануель Аїву    |
| 53 | ВР   | Росія                | Данило Худяков   |
|    | ЗХ   | Німеччина            | Тім Ерманн       |

### В оренді
| №  | Поз. | Нац.    | Гравець                                                     |
| -- | ---- | ------- | ----------------------------------------------------------- |
| 99 | НП   | Австрія | Дардан Шабанахаджай (орендований «Мурою» до 30 червня 2023) |

### Закріплені номери
| № | Поз. | Нац.    | Гравець                        |
| - | ---- | ------- | ------------------------------ |
| 3 | ЗХ   | Австрія | Гюнтер Нойкрірхнер (1989–2006) |
| 7 | НП   | Австрія | Маріо Гаас (1993–2012)         |

## Відомі тренери
- Леопольд Крушвіц (1945–46)
- Йозеф Мольцер (1946–49)
- Людвіг Дурек (1950)
- Франц Черницький (1951–52)
- Карл Деккер (1952–54)
- Янош Гердов (1954)
- Ганс Гміндль (1955)
- Руді Штріттіх (1 липня 1955 – 30 червня 1956)
- Йозеф Блум (1956–58)
- Людвіг Дурек (1958–60)
- Янош Шеп (1960–61)
- Отто Мюльбауер (1961)
- Август Рампф (1961–62)
- Лайош Лерінчи (1962–63)
- Август Рампф (1963)
- Рудольф Суханек (1963–64)
- Карл Адамек (1965–66)
- Франц Фухс (1966–67)
- Карл Кованц (1967)
- Герд Спрінгер (1967–70)
- Янош Шеп (1970–71)
- Август Рампф (1971)
- Адольф Ремі (1971–72)
- Карл Шлехта (1972–77)
- Д-р. Гюнтер Паулич (1977–80)
- Отто Барич (1 липня 1980 – 30 червня 1982)
- Гернот Фрайдл (1 липня 1982 – 9 квітня 1984)
- Роберт Пфлуг (10 квітня 1984 – 23 вересня 1984)
- Германн Штессль (24 вересня 1984 – 30 червня 1985)
- Іван Маркович (1 липня 1985 – 12 жовтня 1985)
- Франц Мікша (13 жовтня 1985 – 30 червня 1986)
- Вальтер Людешер (1 липня 1986 – 24 вересня 1988)
- Манфред Штайнер (в.о.) (24 вересня 1988 – 31 жовтня 1988)
- Отто Барич (1 жовтня 1988 – 30 червня 1989)
- Август Старек (1 липня 1989 – 1 листопада 1991)
- Роберт Пфлуг (1 листопада 1991 – 1 жовтня 1992)
- Ладислав Юркемик (1 листопада 1992 – 30 червня 1993)
- Мілан Джуричич (1 липня 1993 – 30 червня 1994)
- Івиця Осим (1 червня 1994 – 14 вересня 2002)
- Франко Фода (14 вересня 2002 – 31 травня 2003)
- Жильбер Гресс (1 липня 2003 – 31 серпня 2003)
- Михайло Петрович (1 вересня 2003 – 31 травня 2006)
- Франко Фода (1 липня 2006 – 12 квітня 2012)
- Томас Крістл (в.о.) (12 квітня 2012 – 31 травня 2012)
- Петер Гібалла (1 червня 2012 – 22 квітня 2013)
- Маркус Шопп (в.о.) (22 квітня 2013 – 3 червня 2013)
- Дарко Миланич (4 червня 2013 – 23 вересня 2014)
- Гюнтер Нойкірхнер (в.о.) (23 вересня 2014 – 30 вересня 2014)
- Франко Фода (30 вересня 2014 – 31 грудня 2017)
- Гайко Фогель (31 грудня 2017 – 5 листопада 2018)
- Гюнтер Нойкірхнер (в.о.) (5 листопада 2018 – 12 листопада 2018)
- Роман Меліх (12 листопада 2018 – 31 червня 2019)
- Нестор Ель Маестро (1 липня 2019 – 25 червня 2020)
- Крістіан Ільцер (17 липня 2020 – н.ч.)

## Менеджмент клубу

### Адміністрація
- Президент: Крістіан Яук

### Тренерський штаб
- Головний тренер: Крістіан Ільцер
- Помічники головного тренера: Домінік Дойчль, Уве Гольцль
- Тренер воротарів: Штефан Лох
- Тренер молодіжної та резервної команди: Мохамед Сахлі